# Monte Paschi Eroica 2008
La Monte Paschi Eroica 2008, seconda edizione della corsa, si svolse l'8 marzo 2008, per un percorso totale di 181 km. Venne vinta dallo svizzero Fabian Cancellara, che terminò la gara in 4h34'41".

## Storia
La gara, partita da Gaiole in Chianti ed arrivata a Siena nella celebre Piazza del Campo, per una distanza complessiva di 181 km, ha percorso sulle strade bianche, la componente più caratteristica della corsa, 56,1 km, suddivisi in sette settori:
- Settore 1: dal km 35 al 48,5
- Settore 2: dal km 53,9 al 59,4
- Settore 3: dal km 82,3 al 94,2
- Settore 4: dal km 95,2 al 103,2
- Settore 5: dal km 132,4 al 143,9
- Settore 6: dal km 163,7 al 167
- Settore 7: dal km 170,4 al 172,8

## Squadre partecipanti
| N.    | Cod. | Squadra                    |
| ----- | ---- | -------------------------- |
| 1-8   | QST  | Quick Step                 |
| 11-18 | ASA  | Acqua & Sapone             |
| 21-28 | BAR  | Barloworld                 |
| 31-38 | COF  | Cofidis                    |
| 41-48 | CSF  | CSF Group-Navigare         |
| 51-58 | SDA  | Ser. Diquigiovanni-Androni |
| 61-68 | GST  | Gerolsteiner               |
| 71-78 | THR  | Team High Road             |

| N.      | Cod. | Squadra                 |
| ------- | ---- | ----------------------- |
| 81-88   | LAM  | Lampre-Fondital         |
| 91-98   | LIQ  | Liquigas                |
| 101-108 | LPR  | LPR Brakes-Ballan       |
| 111-118 | SDV  | Saunier Duval-Scott     |
| 121-128 | TSL  | Slipstream-Chipotle H30 |
| 131-138 | CSC  | Team CSC-Saxo Bank      |
| 141-148 | MRM  | Team Milram             |
| 141-148 | TCS  | Tinkoff Credit Systems  |

## Ordine d'arrivo (Top 10)
| Pos. | Corridore         | Squadra       | Tempo    |
| ---- | ----------------- | ------------- | -------- |
| 1    | Fabian Cancellara | Team CSC      | 4h34'41" |
| 2    | Alessandro Ballan | Lampre        | s.t.     |
| 3    | Linus Gerdemann   | High Road     | a 15"    |
| 4    | Martijn Maaskant  | Slipstream    | s.t.     |
| 5    | Baden Cooke       | Barloworld    | s.t.     |
| 6    | Patrick Calcagni  | Barloworld    | s.t.     |
| 7    | Niklas Axelsson   | Diquigiovanni | s.t.     |
| 8    | Thomas Löfkvist   | High Road     | s.t.     |
| 9    | Pavel Brutt       | Tinkoff       | a 38"    |
| 10   | Ryder Hesjedal    | Slipstream    | s.t.     |